# Karancsalja
Karancsalja é um município da Hungria, situado no condado de Nógrád. Tem 12,54 km² de área e sua população em 2015 foi estimada em 1.527 habitantes.